# Lex Iunia
Droit romain et lois romaines
Leges Valeriae Publicolae
(509 av. J.-C.)
La Lex Iunia (en latin : Lex Iunia de Tarquiniis exilio multandis) est la déchéance et la condamnation à l'exil des Tarquins par le peuple de Rome, traditionnellement datée de 509 av. J.-C.

## Condamnation des Tarquins
À la suite du viol de Lucrèce par Sextus Tarquin, fils du roi Tarquin le Superbe, et nombre d'ignominies commises durant son règne, Lucius Junius Brutus, neveu du roi, se rend à Rome devant le peuple. Il est soutenu par le mari et le père de Lucrèce, Lucius Tarquinius Collatinus, cousin du roi, et Spurius Lucretius Tricipitinus, ainsi que Publius Valerius Publicola. Une fois au Forum, il pousse le peuple à démettre et condamner le roi Tarquin le Superbe, sa femme et ses trois fils, à l'exil, alors que ces derniers sont hors de Rome,.

## Instauration de la République
Selon la tradition romaine, les portes de la ville sont alors fermées à l'arrivée du roi déchu, la sentence proclamée, la Monarchie romaine abolie et la République romaine proclamée. Les pouvoirs du roi sont conférés à deux magistrats, les consuls. Lucius Junius Brutus et Lucius Tarquinius Collatinus sont les deux premiers à succéder à Tarquin le Superbe,,,,,,.